# كوكارو مونفيراتو
كوكارو مونفيراتو (بالإيطالية: Cuccaro Monferrato)‏ هي بلدية في مقاطعة ألساندريا في إقليم بييمونتي في إيطاليا.

## السكان
في سنة 1861 بلغ عدد السكان 1٬017 نسمة، وتطور العدد ليصل في سنة 2011 لـ 339 نسمة.
يظهر هذا المخطط البياني تطور النمو السكاني لـ كوكارو مونفيراتو

## أعلام
- نيلس ليدهولم